# Rannimmainen Reposaari
Rannimmainen Reposaari är en ö i Finland. Den ligger i sjön Enare träsk och i kommunen Enare i den ekonomiska regionen Norra Lappland och landskapet Lappland, i den norra delen av landet, 1 000 km norr om huvudstaden Helsingfors. Öns area är 1,24 kvadratkilometer och dess största längd är 1,7 kilometer i nord-sydlig riktning.